# Aleksandar Tirnanić
Aleksandar « Tirke » Tirnanić (serbe : Александар Тирнанић), né le 15 juillet 1911 à Krnjevo près de Smederevo (Serbie), mort le 13 décembre 1992 à Belgrade (Yougoslavie), est un footballeur et entraîneur de football serbe.

## Biographie
Tirnanić passe toute sa carrière avec OFK Belgrade pour lequel il fait 500 matchs. De plus, il réalise 50 matchs et marque 12 buts pour l'équipe de Yougoslavie de football de 1929 à 1940. Il joue pour son pays lors de la Coupe du monde de football 1930. Plus tard, il entraîne l'équipe de Yougoslavie lors des Coupes du monde 1954 et 1958.